# کارامل سیب
کارامل سیب یا تافی سیب با فروبردن یا غلتاندن سیب در کارامل داغ
، گاهی‌اوقات غلتاندن در گردو یا شیرینی‌های مورد علاقه و سرد کردن آن درست می‌شود. آنها، به طور کلی، زمانی که فقط در کارامل غلتیده باشند کارامل سیب و زمانی که اجزاء بیشتری مثل بادام زمینی به کار رفته باشد تافی سیب نامیده می‌شوند.

## مصرف
کارامل سیب معمولاً در فستیوال‌های پاییزی مثل هالووین، یا برداشت سالانه سیب به مصرف می‌رسد.